# Siúil A Rún
«Siúil A Rún», також «Suil A Ruin» — традиційна ірландська пісня. Виконується від імені жінки, що сумує за коханим чоловіком, який обрав для себе військову кар'єру, і висловлює бажання підтримати його. Пісня має версію ірландською мовою у виконанні хору та англомовні версії. Належить до макаронічного стилю, оскільки її найпоширеніші виконання поєднують у тексті ірландомовні та англомовні фрази.

## Історія
Історія пісні до кінця не з'ясована. Припускають, що ситуація, описана в ній, належить до подій Славної революції, зокрема — відбуття війська під проводом ірландського ватажка Патріка Сарсфілда до Франції згідно з договором під Лимериком, укладеного 3 жовтня 1691. Якщо це відповідає дійсності, то первинний оригінал пісні було точно втрачено. Безперечно, не є рідкістю той факт, що ірландські пісні перекладалися англійською мовою у зв'язку з тривалим національним гнобленням англійцями ірландців, а приспів лишався ірландською або трансформувався у беззмістовні слова (див. Caleno custure me), проте більшість версій ірландською мовою все ж збереглися. Також спостережено, що слова про прядку (spinningwheel), яку дівчина хоче продати, більш притаманні для ХІХ сторіччя, аніж XVII. Тому цілком можливо, що пісня була створена у 1800-х роках із свідомим наміром стилізації її під більш давні пісні.
В Ірландії кажуть, що англійці після окупації Ірландії поставили ірландських чоловіків перед вибором: вступ до англійської армії чи довічне вигнання. В американських виконаннях пісні чоловік обирає саме армію, в ірландських — довічне вигнання. Як це властиво фольклорним творам, співіснують багато версій тексту «Siúil a Rún». В одній із версій одна строфа зазвичай співається «I wish the king would return to reign, and bring my lover home again, I wish I wish I wishinvain, 's godteightú a mhúirnínslán» («Я бажаю, щоб король повернув собі трон і повернув мого коханого додому, я бажаю, я бажаю, я марно бажаю, але, можливо, колись ти повернешся додому, мій милий»), де згадка про короля наштовхує на думку про те, що пісня все-таки написана в часи якобітів, а слова про короля стосуються Чарльза Едварда Стюарта.
Роберт Луїс Стівенсон двічі звертається до цієї пісні у своїй новелі «Володар Баллантре» (1889). Там вона іменується як «the pathetic air of „Shule Aroon“» («патетичний вітер Шу Аруна»). Її насвистує ірландський якобітський вигнанець Френціс Бурк, а потім її співає володар Баллантре для того, щоб вразити дружину свого молодшого брата. Володар описує її як «надзвичайно зворушливу» і розповідає, що її співали вигнанцї-якобіти у Франції: «it is a pathetic sight when a score of rough Irish … get to this song; and you may see, by their falling tears, how it strikes home to them» («як зворушливо, коли грубі ірландці звертаються до цієї пісні; і можна побачити по їхніх сльозах, що капають додолу, як вона повертає їх до дому»).
У творі «Улісс» Джеймса Джойса Стефан Дедал співає цю пісню Леопольду Блуму на його ж кухні (частина в епізоді з Ітаки). Там ця пісня може розглядатися як посилання чи перегук багатьох літературних тем, що стосуються втрати мови, узурпації, зради, втрати лідерства та жінок, які торгують собою. Блум відповідає Дедалу піснею на Івриті.
«Johnny Has Gone for a Soldier»/«Buttermilk Hill» є добре відомим американським варіантом пісні, що датується від часів Американської революції, який поєднує цю ж популярну мелодію та схожий ліричний текст.

## Сучасні виконання
«Siúil a Rún» — одна з найбільш розповсюджених пісень в ірландському репертуарі. Широко відомі виконання гурту Clannad з їхнього альбому Dúlamán і Мері Блек, гурту Altan. Також є записи Scantily Plaid у їхньому альбомі «Just Checking In», Édain у «JOYceFUL», Éilís Kennedy у «One Sweet Kiss», Tríona Ní Dhomhnaill у Donal Lunny's Coolfin Allison Barber у «Traveling Home», Órla Fallon із Celtic Woman у їхньому однойменному альбомі, Lisa Kelly (колишня учасниця того самого гурту Celtic Woman)у «Lisa», Ciúnas у «Celtic Tiger», Aoife Ní Fhearraigh у «If I Told You», Maighréad Ní Dhomhnaill & Iarla Ó Lionáird у «Sult», Anúna у «Invocation» разом із Lucy Champion, Connie Dover у «The Wishing Well», Akelarre Agrocelta у «La Amenaza Celta», Nora Butler у «Geantraí» та Siobhan Owen у «Purely Celtic».
«Siúil a Rún» також була записана Kate Price, Lintie, Acabella, Anam, The Irish Group, Caoilte Ó Súilleabháin, Nollaig Casey, Kate Crossan, Carmel Gunning, Sissel Kyrkjebo із the Chieftains, Sarah English і Bruadar. Версії у стилі «Buttermilk Hill» виконувалися гуртами The Black Country Three, Dan Gibson, Alisa Jones, Judy Collins, Noah Saterstrom, а також — The Weavers.
Упізнавана версія цієї пісні була записана Пітером, Паулом та Мері, що назвали себе Gone The Rainbow.
25 квітня 2022 українська YouTube-виконавиця Eileen опублікувала на своєму каналі адаптацію «Йди, коханий мій». Ця версія резонує із посиленням наступу рашистів у 2022 під час російсько-української війни.

## Список записів та виконань
- Acabella — Siúil a Rúin (After Albany — 02) (2002)
- Akelarre Agrocelta — Siúil a Rúin (La Amenaza Celta — 04) (2005)
- Allison Barber — Siúil a Rúin (Traveling Home — 03)
- Altan — Siúil a Rúin with Mary Black, Altan Beo — 21 Bliain ag Ceol, Celtic Connections, Glasgow, 2006
- Anam — Siúil a Rúin (First Footing — 03) (2000)
- Anúna — Siúil a Rúin (Celtic Origins DVD, Trinity Cathedral Ohio 2007)
- Anúna — Siúil a Rúin (Invocation — 11) (1994)
- Aoife Ní Fhearraigh — Siúil a Rúin (If I Told You — 09) (2006)
- Barbara Karlik — Siúil a Rúin (Karczma Niedokończonych Opowieści/Inn of Unfinished Tales — 02) (2010)
- Bruadar — Siúil a Rúin (Bruadar — 07)
- Caoilte Ó Súilleabháin — Siúil a Rúin (Before Leaving — 03) (2002)
- Carmel Gunning — Siúil a Rúin (The Lakes of Sligo — 04)
- Cécile Corbel — Suil a Ruin (Songbook 1 — 01) (2006)
- Cécile Girard — Siul a run (Sur un fil doré — 09)
- Celtic Woman (Órla Fallon) — Siúil a Rún (walk my love) (Celtic Woman — 08) (2004)
- Ciúnas — Siúil a Rúin (Celtic Tiger — 08) (2001)
- Clannad — Siúil a Rún (Dulaman — 07) (1976)
- Connie Dover — Siúil a Rúin (The Wishing Well — 04) (1994)
- Connie Dover — Siúil a Rúin — Celtic Voices — Women of Song (1995)
- Eileen — Йди, коханий мій (2022)
- Éilís Kennedy — Siúil a Rúin (One Sweet Kiss — 08) (2006)
- Elane — Shule Aroon (The Fire of Glenvore) (2004)
- Elizabeth Cronin — Siúil a Rúin (Folksongs of Britain, Vol 1, Songs of Courtship — 10)
- Faun — Wilde Rose (Von den Elben — 06) (2013)
- Iarla Ó Lionáird & Steve Cooney — Féile An Droichead/The An Droichead Festival, Belfast. 24 August 2012
- Jim Causley — Shulé Rune (Lost Love Found — 05) (2007)
- Kate Crossan — Siúil a Rúin (Voice Of The Celtic Heart — 09) (2001)
- Kate Price — Siúil a Rún (Deep Heart's Core — 08) (1997)
- Kokia — Siúil A Rúin (Fairy Dance: Kokia Meets Ireland — 06) (2008)
- Len Graham & Skylark — Siúil a Rúin (The Celts Rise Again — 11)
- Lintie — Siúil a Rún
- Lisa Kelly — Siúil a Rúin (Lisa — 01) (2005)
- Lord of the Dance (musical) — Siúil a Rúin (Lord Of The Dance — 02) (1996)
- Maighréad Ní Dhomhnaill & Iarla Ó Lionáird, — Siúil a Rúin (Sult — 09) (1997)
- Maighréad Ní Dhomhnaill & Tríona Ní Dhomhnaill — Siúil a Rúin (Donal Lunny's Coolfin — 11)
- Mary Black — Siúil a Rúin (The Highland Sessions — BBC4 2005 — Killiecrankie, Perthshire)
- Masaki Toriyama — Siúil *JAPANESE: 鳳山雅姫 — シュラル* (あなたとみた夜 — 01) (2006)
- Mary Black — Siúil a Rúin (Full Tide — 09) (2005)
- Morning Star — Siúil a Ghrá (Away Ye Go Now! — 14)
- Na Casaidigh — Siúil, a Ghrá (Farewell My Love) (13) (1961) (The Cassidys)
- Natural Gas — Siúil a Rúin (Live in Belgium — 13) (2000)
- Nora Butler — Siúil a Rúin — Geantraí (www.tg4.ie) 2007-06-21
- Patrick Burrowes (Boys Air Choir) — Shool Aroon (Air — 04) (1999)
- Reeltime — Siúil a Rúin (The Celtic Spirit of Ireland CD 2 — 03)
- Scantily Plaid — Siúil a Rúin (Just Checking In — 01)
- Seo Linn — Siúil a Rúin (Anuas) (2023)
- Siobhan Owen — Siúil a Rún (Purely Celtic — 08) (2008)
- Siobhan Owen — Siúil a Rún (Storybook Journey 08) (2012)
- Sissel Kyrkjebo & the Chieftains — Siúil a Rúin (Tears of Stone −12) (1999)
- The Irish Group — Siúil a Rúin (Going Home — 05)
- The Songs of Elisabeth Cronin
- Sarah McCaldwin and The Corrs on her album: Destiny and on their album: Forgiven Not Forgotten.
- Nolwenn Leroy — Siúil a Rúin (Bretonne) (2011)

## Текст
I wish I was on yonder hill
'Tis there I'd sit and cry my fill
And every tear would turn a mill
Is go dté tú mo mhuirnín slán
Приспів
Siúil, siúil, siúil a rún
Siúil go socair agus siúil go ciúin
Siúil go doras agus éalaigh liom
Is go dté tú mo mhúirnín slán
I'll sell my rock, I'll sell my reel
I'll sell my only spinning wheel
To buy my love a sword of steel
Is go dté tú mo mhúirnín slán
I'll dye my petticoats, I'll dye them red
And round the world I'll beg my bread
Until my parents shall wish me dead
Is go dté tú mo mhúirnín slán
I wish, I wish, I wish in vain
I wish I had my heart again
And vainly think I'd not complain
Is go dté tú mo mhúirnín slán
But now my love has gone to France
to try his fortune to advance
If he e'er comes back 'tis but a chance
Is go dté tú mo mhúirnín slán
Один з перекладів ірландського приспіву
Go, go, go my love
Go quietly and peacefully
Go to the door and flee with me
And may you go safely my dear.
Інший варіант тексту
His hair is black, his eye is blue
His arm is stout, his word is true
I wish my darling I was with you
's go dtéigh tú, a mhúirnín, slán
I'll sell my rack, I'll sell my reel
I'll sell my only spinning wheel
To buy my love a coat of steel
's go dtéigh tú, a mhúirnín, slán
Siúil, siúil, siúil a rún
Siúil go socair agus siúil go ciúin
Siúil go doras agus éalaigh liom
's go dtéigh tú, a mhúirnín, slán
But now my love has gone to France
to try his fortune to advance
Will he come back 'tis but a chance
's go dtéigh tú, a mhúirnín, slán
I'll dye my petticoats, I'll dye them red
And on the streets I'll beg my bread
Until my parents shall wish me dead
's go dté tú mo mhúirnín slán
Siúil, siúil, siúil a rún
Siúil go socair agus siúil go ciúin
Siúil go doras agus éalaigh liom
's go dtéigh tú, a mhúirnín, slán
I watched them sail on Brandon Hill
It's there I sat and cried my fill
And every tear would turn a mill
's go dtéigh tú a mhúirnín, slán
I wish the King would return to reign
And bring my lover home again
I wish, I wish, i wish in vain
's go dtéigh tú a mhúirnín, slán
Siúil, siúil, siúil a rún
Siúil go socair agus siúil go ciúin
Siúil go doras agus éalaigh liom
's go dtéigh tú, a mhúirnín, slán
I sold my flax and I sold my wheel
to buy my love a sword of steel
so if in battle he might wheel
Johnny's gone for a soldier
Приспів
Oh my baby oh my love
gone the rainbow gone the dove
your father was my only love
Johnny's gone for a soldier

## Музика
verse/chorus:
Dm C Bb-C-Dm
F Bb C
Dm F Bb-C-Dm
C Dm